# 32G busz (Miskolc)
A miskolci 32G jelzésű garázsjárati autóbuszvonal a Gömöri pályaudvar, a Búza tér és a Szondi György utca között húzódik, amelyet a Miskolc Városi Közlekedési Zrt. üzemeltet.

## Története
Az MVK Zrt. az éjszakai járatok megjelenése óta 32G jelzéssel közlekedteti az utolsó 32-es buszokat a nap folyamán a Gömöri pályaudvartól, melyek a Búza tér templom oldali megállója után visszatorkollanak a Zsolcai kapui oldalába, és a Bajcsy-Zsilinszky utcán keresztül a Szondi György utcai autóbuszgarázsba hajtanak.

## Útvonala
Az indítások csak odairányban történnek.
| Gömöri pályaudvar – Szondi György utca | Ellentétes irányban nem indul. |
| --- | ------------------------------ |
| Gömöri pályaudvar ➝ Szeles utca ➝ Búza tér ➝ Ady Endre utca ➝ Zsolcai kapu ➝ Soltész-Nagy Kálmán utca ➝ Baross Gábor út ➝ Üteg utca ➝ Szondi György utca | Ellentétes irányban nem indul. |

## Közlekedése
Indításai a hét minden napján történnek, a 32-es buszok utolsó kettő járata viseli a jelzést. Annak egyike csak a Búza térig közlekedik.

### Járművek
Az autóbuszvonalon egyaránt megfordulnak az MAN típusú Lion's City szóló és csuklós járművek, olykor 2006-os évjáratú Neoplan Centroliner autóbuszok is.

## Megállóhelyei
| 0 | Gömöri pályaudvar végállomás            | 0.0 km | 0  | 8, 32 expresszvonat, személyvonat – Miskolc-Gömöri (92, 94) |
| 1 | Eperjesi utca                           | 0.2 km | 1  | 32 |
| 2 | Hatvanötösök útja                       | 0.4 km | 2  | 32 |
| 3 | Búza tér (templom) vonalközi végállomás | 0.8 km | 3  | 1, 1G, 3, 3A, 4, 7, 11, 12G, 20, 20A, 24, 28, 32, 34G, 43, 44, 45, 101B, 900, 914, 935 1050, 1053, 1369, 1370, 1372, 1373, 1374, 1375, 1376, 1377, 1380, 1381, 1383, 1384, 1410, 1411 3700, 3701, 3702, 3703, 3704, 3705, 3706, 3707, 3708, 3709, 3710, 3711, 3712, 3714, 3715, 3716, 3717, 3718, 3719, 3720, 3721, 3722, 3723, 3724, 3726, 3727, 3728, 3729, 3730, 3731, 3733, 3734, 3735, 3736, 3737, 3738, 3739, 3740, 3741, 3742, 3743, 3744, 3745, 3746, 3747, 3748, 3749, 3750, 3751, 3752, 3753, 3754, 3755, 3757, 3760, 3761, 3764, 3765, 3766, 3767, 3770, 3772, 3773, 3774, 3775, 3776, 3777, 4019 |
| 4 | Búza tér / Zsolcai kapu                 | 1.2 km | 6  | 1, 1G, 3, 3A, 4, 7, 11, 12G, 20, 20A, 24, 28, 32, 34G, 43, 44, 45, 101B, 900, 914, 935 1050, 1053, 1369, 1370, 1372, 1373, 1374, 1375, 1376, 1377, 1380, 1381, 1383, 1384, 1410, 1411 3700, 3701, 3702, 3703, 3704, 3705, 3706, 3707, 3708, 3709, 3710, 3711, 3712, 3714, 3715, 3716, 3717, 3718, 3719, 3720, 3721, 3722, 3723, 3724, 3726, 3727, 3728, 3729, 3730, 3731, 3733, 3734, 3735, 3736, 3737, 3738, 3739, 3740, 3741, 3742, 3743, 3744, 3745, 3746, 3747, 3748, 3749, 3750, 3751, 3752, 3753, 3754, 3755, 3757, 3760, 3761, 3764, 3765, 3766, 3767, 3770, 3772, 3773, 3774, 3775, 3776, 3777, 4019 |
| 5 | Bajcsy-Zsilinszky út                    | 1.7 km | 8  | 1, 1G, 3, 4, 7, 12G, 34G, 101B, 900, 935 3706, 3724, 3726, 3738, 3752 |
| 6 | Selyemrét                               | 2.4 km | 10 | 1, 1G, 1VP, 3, 7, 12G, 14G, 21, 21G, 30, 31, 34G, 35G, 900, 901, 935, Auchan 1 3706, 3724, 3726, 3738, 3751, 3752 1, 1A, 2 |
| 7 | Üteg utca                               | 2.7 km | 11 | 1G, 7, 8, 12G, 14G, 21G, 34G, 35G, 101B, 900, 901, 935 3724 |
| 8 | Szondi György utca végállomás           | 3.1 km | 12 | 1G, 7, 12G, 14G, 21G, 35G, 101B, 900, 935, Auchan 1 3706, 3710, 3712, 3715, 3716, 3717, 3718, 3719, 3720, 3721, 3722, 3723, 3724, 3726, 3727, 3728, 3729, 3730, 3731, 3733, 3734, 3735, 3736, 3737 |